# Mediapark
Der Mediapark (Eigenschreibweise: MediaPark) ist die Bezeichnung eines überwiegend für Medienunternehmen konzipierten Gewerbeparks im Kölner Stadtteil Neustadt-Nord, der 1987 begonnen und 2004 fertiggestellt wurde.

## Geschichte

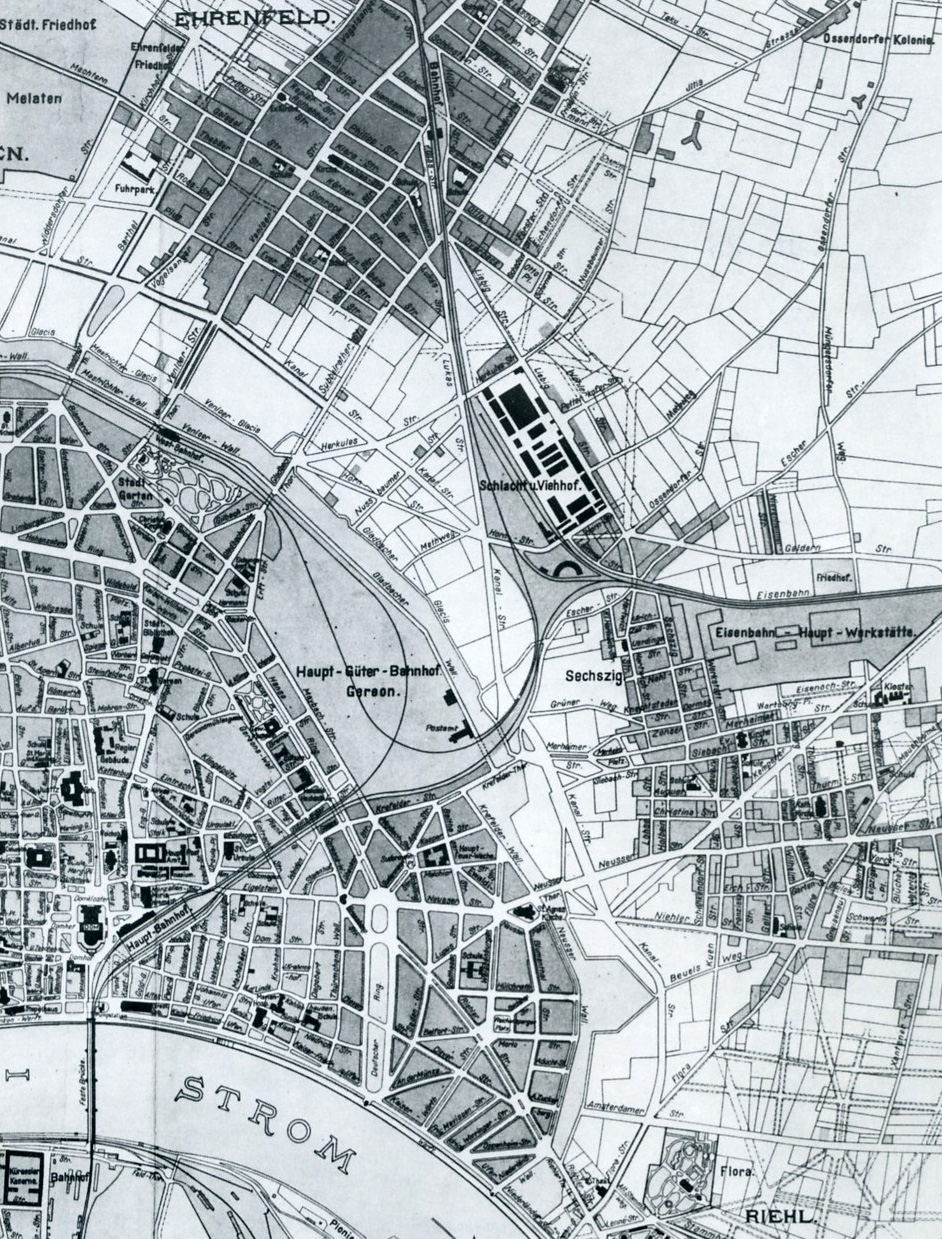
Carl Steuernagel – Kartenausschnitt „Stadt Cöln“ mit dem Gelände des Güterbahnhofs Gereon (1902)

Köln war bereits vor der Planung des Mediaparks einer der bedeutendsten Medienstandorte Deutschlands und Europas. Aus Köln sendeten ursprünglich WDR (seit Januar 1927), BFBS (Februar 1954), Deutsche Welle (Dezember 1960) und Deutschlandfunk (Januar 1962). Außerdem waren hier zahlreiche Zeitungs- und Buchverlage, Schallplattenlabel und Tonstudios ansässig. Als RTLplus am 1. Januar 1988 als erster Privatsender nach Köln kam, expandierte die Stadt im Medienbereich noch schneller. 
An der Stelle des heutigen MediaParks befand sich das Bahnhofsgelände des „Central-Güterbahnhofs Gereon“, der sich im Zwickel der Verbindungsbahn und der Aachener Linie befand. Er ging 1860 in Betrieb und blieb über ein Jahrhundert der zentrale Güterbahnhof Kölns.  Am 18. September 1987 übernahm die Stadt das Bahnhofsgelände, legte es im Oktober 1987 still und nahm es am 27. Mai 1990 außer Betrieb. Das Grundstück des heutigen MediaParks wurde von der Stadt für umgerechnet etwa 20 Millionen Euro erworben, umgerechnet wurden rund 8 Millionen Euro Erschließungskostenzuschüsse gezahlt.
Im Rahmen des Medienkonzepts der Stadt Köln wurde im Dezember 1985 beschlossen, auf dem Gelände des ehemaligen Güterbahnhofs einen Gewerbepark für Medienunternehmen zu errichten. Am 11. Mai 1986 beschloss der Rat der Stadt Köln die Errichtung des Mediaparks. Daraufhin wurde 1987 das 200.000 m² umfassende Areal des Güterbahnhofs erworben. Den im Februar 1987 anschließenden Ideenwettbewerb gewann im April 1988 der deutsch-kanadische Architekt Eberhard Zeidler aus Toronto, der sich von der Piazza del Campo in Siena inspirieren ließ. Im Oktober 1988 wurde die MediaPark Köln Entwicklungsgesellschaft mbH gegründet, die das Projektmanagement übernehmen sollte und Eigentümerin des Geländes wurde. Das Gelände wurde in 13 einzelne Grundstücke parzelliert und ab November 1989 sukzessive an Investoren veräußert. Dabei wurde nicht nur der Gebäudekomplex als solcher, sondern auch jedes einzelne Bauwerk von einem Architekten konzipiert.
Ein großer Teil der anfangs im MediaPark ansässigen Einrichtungen befand sich in öffentlicher Trägerschaft. Umgerechnet knapp 7 Millionen Euro wurden für den Aufbau von KOMED (Kommunikations- und Medienzentrum im MediaPark), rund 300.000 Euro für das ZIM (1993; Zentrum für interaktive Medien) bereitgestellt.

## Gebäude

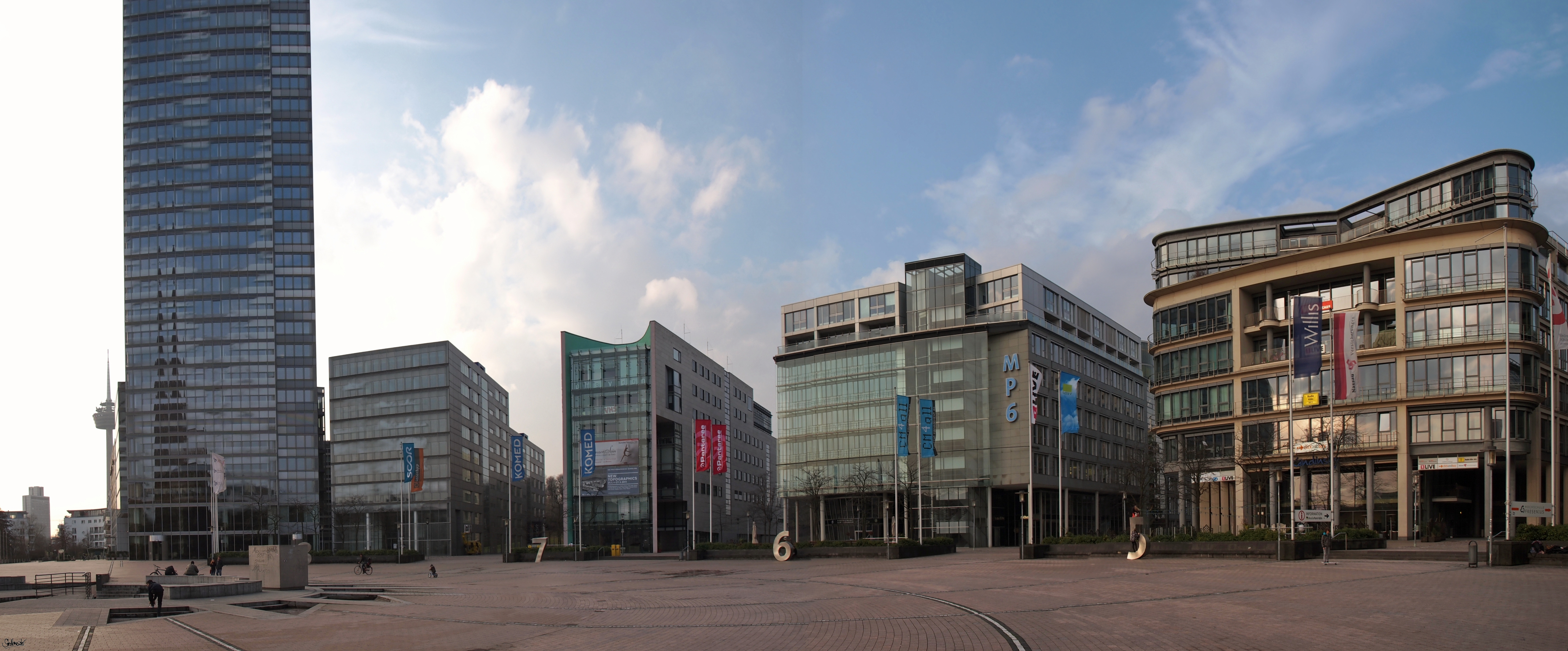
Mediapark Köln Panorama

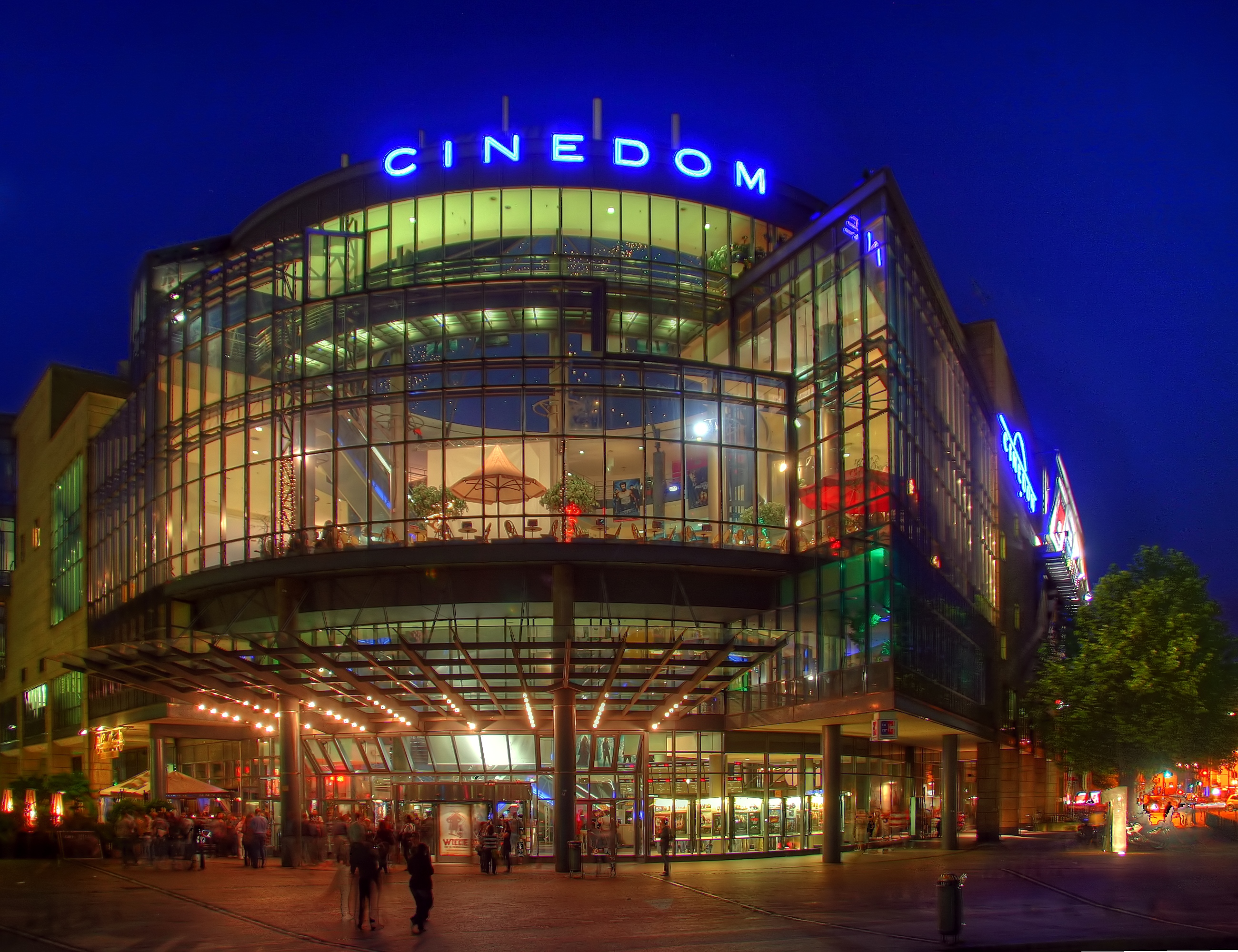
Cinedom Köln

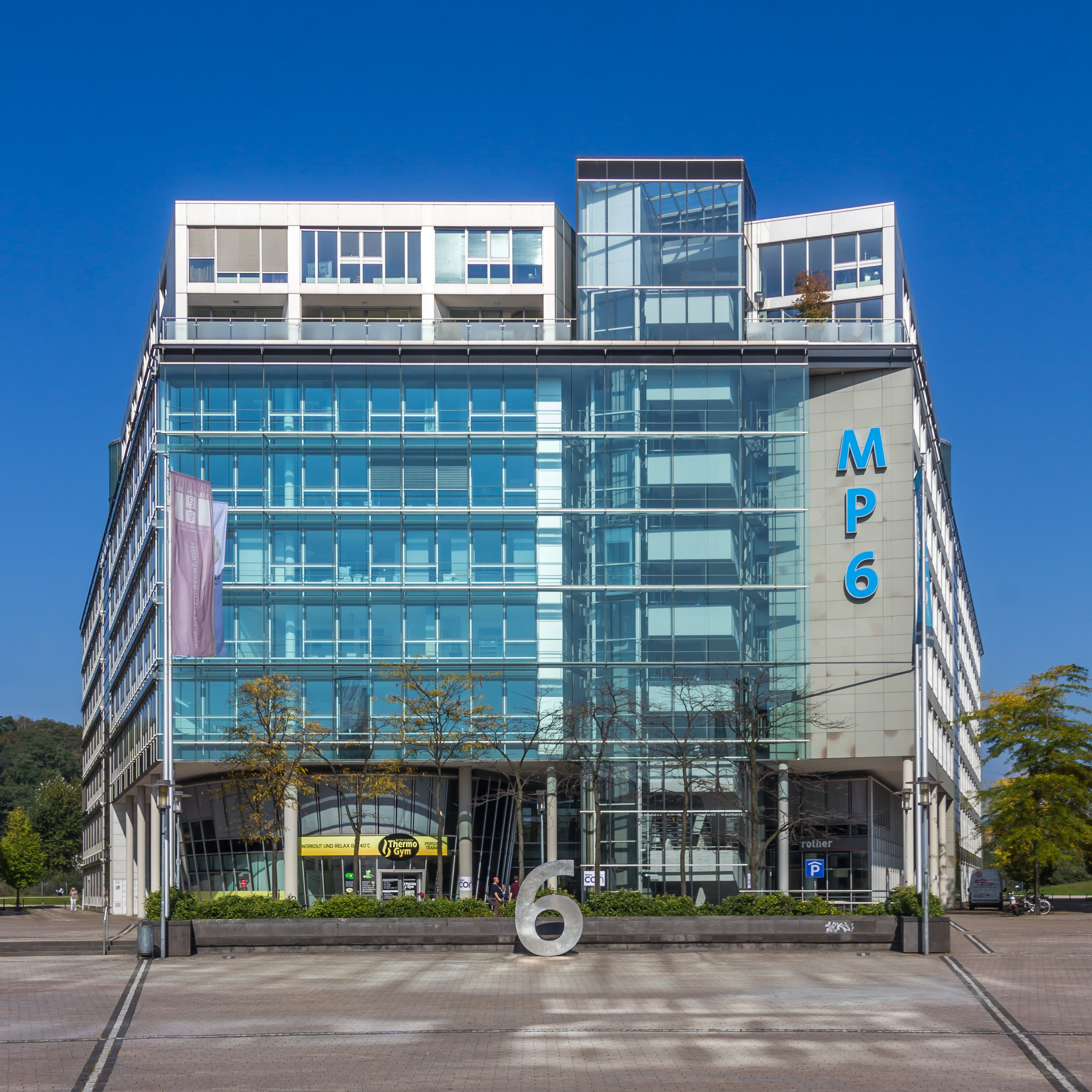
Haus 6

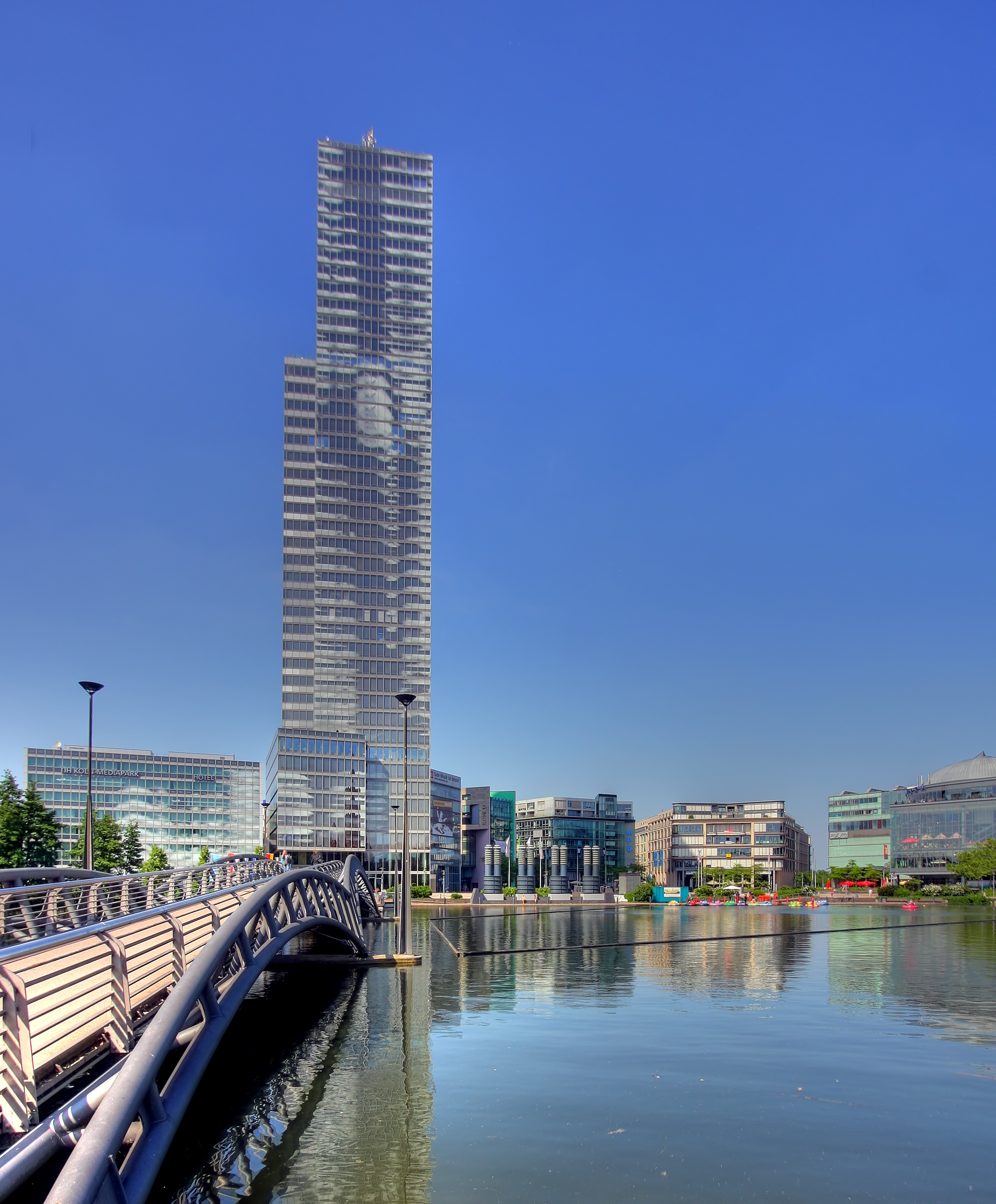
Kölnturm, im Vordergrund der MediaPark-See

Der in der Kölner Neustadt-Nord gelegene Mediapark ist ein oberirdisch autofreier Gebäudekomplex, dessen einzelne Bauwerke durch Fußgängerwege miteinander verbunden sind, der Lieferverkehr und die Zufahrt erfolgen über eine unterirdische Ringstraße. Die siebenstöckigen Gebäude mit dem Kölnturm als Akzent sind halbkreisförmig um einen zentralen Platz mit künstlichem See angeordnet, womit eine (post-)moderne Variante der Piazza del Campo in Siena angedeutet werden soll. Sie wurden nicht gleichzeitig, sondern in teilweise größerem zeitlichen Abstand errichtet.
Mit der Grundsteinlegung am 2. Dezember 1988 beim Cinedom begann die Bebauung des Mediaparks. Im Dezember 1991 öffnete dieses Multiplex-Kino auch als erstes Medienunternehmen im Mediapark. Im Juni 1992 ging ein GEW-Umspannwerk zur Versorgung der Region in Betrieb. Die Fertigstellung der „Wohnschlange“ im Oktober 1993 mit 250 Wohnungen zeigte, dass der Mediapark nicht als reine Gewerbeansiedlung konzipiert war. Im März 1994 folgte das Gebäude Mediapark 5 des Architekten Miroslav Volf mit dem ehemaligen Großmieter Agfa.
Nutzungsänderungen, Umplanungen und finanzielle Schwierigkeiten einzelner Investoren führten nachfolgend zu Bauverzögerungen im Mediapark. So mussten die Bauarbeiten am 148,5 m hohen Kölnturm im April 1995 zeitweise eingestellt werden, als Investor Herbert Hillebrand die Gewerke nicht mehr bezahlte. Im Januar 1996 hatte er eigens eine Projektgesellschaft für die Bebauung des Mediaparks gegründet. Bereits im März 1996 wurde eine Vertragsstrafe wegen verschuldeter Bauzeitverzögerungen gegen ihn verhängt. Das Gebäude für die KOMED wurde im November 1996 übergeben, es folgte das Gebäude für das Kölner Literaturhaus (November 1999–2007). Hinter dem Cinedom eröffnete im April 2000 der MusicTower, gefolgt im August 2000 vom Jolly-Hotel. Schließlich fand 2001 die Einweihung des vom Pariser Architekten Jean Nouvel konzipierten Kölnturms statt. Er besteht aus einem tragenden Mittelkern und zum Rand der einzelnen Geschosse aus Pendelstützen. Seine Fassade reflektiert das Kölner Stadt-Panorama mit Dom.
Ebenfalls im November 2001 eröffnete die MediaPark Klinik. Der niederländische Architekt Herman Hertzberger realisierte im Dezember 2003 mit dem „Forum“ das größte der insgesamt sechs den zentralen Platz flankierenden Gebäude mit einer Bürofläche von 34.000 m². Es schloss die letzte Baulücke. Die 14,5 ha messenden Freiflächen wurden anschließend durch den Landschafts- und Gartenarchitekten Jürgen Schubert gestaltet. Mittelpunkt ist ein 20.000 m² großer See mit einer größten Tiefe von 3,25 m.

## Bedeutung und Mieter
Der Mediapark Köln galt lange Zeit als größtes städtebauliches Projekt in Köln. Zentrales und herausragendes Gebäude ist der weithin sichtbare Kölnturm, der den Mediapark dominiert. Das Zeidler-Konzept wurde vom Kölner BDA 1988 kritisiert, da es die „richtungsweisenden städtebaulichen und architektonischen Qualitätsansprüche“ nicht erfülle; Jahrzehnte später wurde es jedoch „als ein besonders markantes Beispiel einer sehr frühen, ausgesprochen großdimensionierten und weitgehend gelungenen städtebaulichen Nutzungszuführung [eines Bahngeländes]“ beschrieben. Auf einer Bruttogeschossfläche von 174.000 m² sind etwa 250 Firmen mit 5000 Beschäftigten angesiedelt. Die Gesamtkosten beliefen sich auf etwa 700 Millionen Euro, jährlich kommen 4,5 Millionen Besucher.
Die meisten hier ansässigen Medienunternehmen sind Mieter, Eigentümer sind Investoren wie die Victoria-Versicherung. Zu den Mietern gehören die Hochschule Fresenius Köln, das Filmbüro Nordrhein-Westfalen, die SK Stiftung Kultur mit der Photographischen Sammlung, dem Deutschen Tanzarchiv Köln und der Akademie för uns kölsche Sproch, die sk stiftung jugend und medien, die Kölner Journalistenschule für Politik und Wirtschaft, das polnische Generalkonsulat in Köln (seit Dezember 2013), ein Hotel und zwei Privatkliniken, ein Facharztzentrum, ein Multiplex-Kino und zahlreiche gastronomische Einrichtungen. Bis August 2010 befand sich im Mediapark zeitweise auch der Hauptsitz von EMI Music Germany; mittlerweile ist das Haus 8a unter anderem Sitz der Fotoakademie-Koeln und der Fotoschule-Koeln.